# Ostracodermes
Os ostracodermes ou ostracodermos (do grego ostrac, casca + derm, pele) são peixes agnatos extintos. São caracterizados pelo revestimento de ossos dérmicos, organizados em forma de armaduras, escamas ou carapaças. Apesar do seu revestimento externo bem aperfeiçoado, seu endoesqueleto era ausente ou pouco desenvolvido, mas, quando presente, era constituído de cartilagem.
O grupo dos ostracodermos era constituído por peixes pequenos, podendo medir entre 10 e 50 cm. Era fundamentalmente de água doce, e habitou a Terra entre aproximadamente 500 e 350 milhões de anos. As causas da sua extinção são incertas, mas a redução dos grupos no Devoniano Inferior pode estar relacionado com a diminuição do nível do mar. Outras hipóteses sugerem que o desaparecimento deles está ligado com a diversificação dos peixes gnatostomados, mas pesquisas indicam que os grupos acendentes de peixes com mandíbula conviveram com os agnatos por pelo menos 30 milhões de anos, o que pode sugerir que o surgimento dos gnatostomados não teve grandes influencias no desaparecimento do grupo. Devido a seu revestimento dérmico, os peixes se moviam pelo fundo do mar, provavelmente alimentando-se dos detritos que ali se depositavam.
Os primeiros fósseis encontrados do grupo foram achados na Inglaterra, e divididos inicialmente em dois grupos, os Heterostraci e os Osteostraci. Atualmente, são divididos em dois grandes grupos, os Pteraspidomorfos e os "Cefalaspidomorfos".
Alguns grupos já possuíam apêndices pares. Foram os primeiros a desenvolver um sistema complexo de linhas laterais, apesar de que esses sistema já estava presente nos ciclostomados. Foram também os primeiros animais a desenvolver um ouvido interno com canais semicirculares. As placas ósseas do revestimento se fundiam e formavam um escudo cefálico, que revestia a porção anterior do animal (o crânio, a boca circular, os globos oculares, entre outros). Nos troncos, as placas eram menores, o que permitia a movimentação. A maioria era achatado dorsoventalmente, resultando em animais não muito grandes. Além disso, eles não possuíam mandíbula, o que os colocavam dentro do grupo dos agnados.
Os ostracodermos são considerados hoje como um agrupamento parafilético, pois as espécies que estão agrupadas dentro dos Cefalaspidomorfos estão mais aparentadas com os gnatostomados. Incluem nove grupos principais: Pituriaspida, Galeaspida, Osteostraci, Thelodonti, Arandaspida, Astraspida, Eriptychiida, Heterostraci, e Anapsida.

## Pteraspidomorfos
Os Pteraspidomorfos compõem a primeira divergência dentro de ostracoderme. Dentro de agnatha, são precedidos pelos conodontes. Os pteraspidomorfos surgem no Ordoviciano, mas somente pequenos fragmentos foram recuperados. Os fósseis mais preservados pertencem ao Devoniano Superior, onde se extinguiram. Possuíam um aparelho vestibular com dois canais semicirculares e aberturas nasais pares. Em alguns animais, espinhos laterais e dorsais se projetavam a partir do escudo cefálico, provavelmente para proteção, mas nenhum pteraspidomorfo foi encontrado com apêndices pares.

## "Cefalaspidomorfos"
Os "Cefalaspidomorfos" compõem a segunda divergência dentro de ostracoderme. Também surgem no Ordoviciano e se estendem ao Devoniano Superior. São considerados parafiléticos pois excluem o grupo dos gnatostomados. Variam muito de forma e tamanho, mas muitos animais do grupo possuíam um revestimento bem evidente e fortificado. Muitos possuíam uma abertura nasal única, que se
fundia com a abertura da hipófise no topo da cabeça, formando a abertura naso-hipofisária. Esta abertura também estava presente em lampreias, mas a função ainda é desconhecida. Aqui já se encontram animais com apêndices pares.

## Grupos
| Os Principais grupos de Ostracodermes | Os Principais grupos de Ostracodermes | Os Principais grupos de Ostracodermes | Os Principais grupos de Ostracodermes | Os Principais grupos de Ostracodermes |
| Grupos                                | Classe                                | Subclasse                             | Imagem                                | Descrição |
| ------------------------------------- | ------------------------------------- | ------------------------------------- | ------------------------------------- | --- |
| Pteraspido-morfos (extinto)           | Pteraspido-morphi (extinto)           | Arandaspida (extinto)                 |                                       | Subclasse dentro dos pteraspidomorfos. O principal fóssil do grupo é o do gênero Sacabambaspis. Os animais desse grupo eram bem revestidos pela carapaça. O escudo cefálico desses animais era achatado no dorso e bem inflado no ventre. No tronco, esse revestimento se distribuía em filamentos de escamas. A calda desses animais foi bem descrita alguns anos mais tarde. Esses animais possuíam uma nadadeira caudal simétrica em forma de redes. Essa nadadeira estava no final de projeções circulares que saiam do final do corpo, o que os deixavam com uma cauda bem comprida. Os olhos ficavam bem para frente do corpo, no ápice da região anterior. Entre os olhos, possuíam duas cavidades nasais e uma boca (sem mandíbula) com pequenas placas de revestimento. Os animais desse grupo eram pequenos, podendo atingir até 20 centímetros.                                                                                 |
| Pteraspido-morfos (extinto)           | Pteraspido-morphi (extinto)           | Astraspida (extinto)                  |                                       | Subclasse dentro dos pteraspidomorfos. Um dos principais fósseis é o do gênero Astraspis, encontrado nos Estados Unidos. Possuía um escudo cefálico pesado, constituído por um mosaico poligonal na região dorsal, onde o escudo era achatado, porém inflado na região ventral, onde o mosaico era mais irregular. Os olhos não ficavam tão na frente do animal como nos Sacabambaspis, mas eram seguidos por oito pares de fendas branquiais, organizadas em uma linha logo atrás dos olhos. As escamas no tronco eram organizadas em paralelogramos. O corpo possuía uma forma oval, possuíam uma cauda não parecia ser muito longa, mas a estrutura na ponta da cauda ainda não é esclarecida. As placas ósseas eram cobertas por uma substância chamada aspidina, e cada placa era coberta por tubérculos compostos por dentina, com um formato de estrela (daí o nome do fóssil Astraspis).                                           |
| Pteraspido-morfos (extinto)           | Pteraspido-morphi (extinto)           | Eriptychiida (extinto)                |                                       | Subclasse dentro dos pteraspidomorfos. Possui somente um gênero, com somente duas espécies, a Eriptychius americanus e a Eriptychius orvigi. Teve sua maior diversidade no Ordoviciano médio na América do Norte. Algumas espécimes já mostravam sinais de endosqueleto calcificado. Traços dos fósseis sugerem que eram bem parecidos com os astraspidas. Possuíam tubérculos grandes e achatados sobre as placas do revestimento constituídos por ortodentina. Alguns livros consideram o grupo dentro de Heterostraci, o que classificaria o grupo como uma ordem, mas os Heterostraci possuem somente um único par de fendas branquiais, e também não possuem um endosqueleto tão calcificado, característica esta que está presente somente neste grupo. |
| Pteraspido-morfos (extinto)           | Pteraspido-morphi (extinto)           | Heterostraci (extinto)                |                                       | Subclasse dentro dos pteraspidomorfos. Teve a maior radiação entre o Siluriano e o Devoniano inferior. Possuem somente uma abertura branquial nos dois lados do escudo cefálico, o que os distinguem dos Astraspida e Arandaspida. As placas dorsais e ventrais possuíam diversas formas: alguns animais, como os ciathaspids, possuíam revestimentos parecidos com os Sacabambaspis, da subclasse dos Arandaspida; outros, como os amphiaspids, possuíam um longo tubo que se projetava da ponta da carapaça, com a boca na ponta do tubo; os pteraspids por sua vez possuíam projeções espinhosas que saiam da região dorsal da carapaça; já alguns psammosteids, maiores do que os outros, eram bem achatados dorsoventralmente, com placas branquiais expandidas. Muitos outros grupos exitem dentro da subclasse, com diferentes formatos de carapaças. Era um dos grupos com maior diversidade de carapaça dentro dos ostracodermes. |
| "Cefalaspi-domorfos" (extinto)        | Anaspida (extinto)                    | -                                     |                                       | Peixes de pequeno porte que viveram entre o Siluriano e Devoniano. Possuíam boca na região terminal da cabeça, abertura nasal única e com escudos cefálicos com padrões irregulares, apesar dos padrões filamentares e regulares no corpo. Possuíam um espinho peitoral e um espinho anal, perto da região da cauda. |
| "Cefalaspi-domorfos" (extinto)        | Galeaspida (extinto)                  | -                                     |                                       | Peixes que viveram entre o entre o Siluriano e Devoniano. Assim como os Heterostraci, possuíam uma grande variedade de escudos cefálicos. Mas alguns grupos se destacavam pela sua entranha forma, com escudos cefálicos pontudos, com espinhos nasais e longos espinhos laterais. A boca ficava logo abaixo dos escudos cefálicos, e possuíam uma única abertura nasal. Não possuíam barbatanas pares. Uma característica interessante é que alguns animais possuíam até 45 bolsas branquiais, o maior número registrado em todos os vertebrados. |
| "Cefalaspi-domorfos" (extinto)        | Osteostraci (exinto)                  | -                                     |                                       | Grupo de peixes com aproximadamente 300 espécie que viveu entre o Ordoviciano e o Siluriano Superior. Eram de médio porte: atingiam entre 20 e 40 centímetros. Possuíam carapaças bem evidentes na região da cabeça, com muita complexidade de formas também. A maioria possuía escudos cefálicos bem achatados. Os escudos poderiam ser alongados e parcialmente cilíndricos, ou bem achatados, com diversas projeções espinhosas, que poderiam sair às vezes da ponta da cabeça ou da lateral. Os olhos desses animais ficavam bem próximos, com um forame pineal e uma abertura naso-hipofisária próximo a eles. Os animais pertencentes a este grupo foram os primeiros a possuírem nadadeiras pares em todo os vertebrados. |
| "Cefalaspi-domorfos" (extinto)        | Pituriaspida (extinto)                | -                                     |                                       | Grupo de peixes com somente dois gêneros e duas espécies descritas, Pituriaspis doylei e Neeyambaspis enigmatica, as duas descobertas na Australia, datam do Devoniano Médio. A primeira delas lembra vagamente alguns indivíduos dos Osteostraci, mas os olhos são mais separados um dos outros e também não possuem forame pineal. Possuem uma divisória abdominal que segue até à região anal, e as placas possuem pequenos tubérculos circulares. Possuem uma depressão abdominal, que é uma cova, onde acredita-se que pertencia a algum órgão sensorial. além disso, possuíam um par de nadadeiras abdominais. A segunda espécie é menos conhecida que a primeira. Difere da primeira pelo tamanho da projeção na ponta da cabeça, que neste grupo é bem menor, e pelo formato da cabeça, que era triangular. |
| "Cefalaspi-domorfos" (extinto)        | Thelodonti (extintos)                 | -                                     |                                       | Grupo de peixes conhecidos a partir do Ordoviciano, Siluriano e Devoniano Inferior. Possuíam um escudo cefálico menos evidente e mais reduzido. Eram bem pequenos, com alguns animais com apenas 7 centímetros. Possuíam corpos achatados, alguns dorsoventralmente e outros lateralmente. Alguns possuíam "abas" laterais e nadadeiras ventrais, perto das caudais. Possuíam escamas de forma com forma de losangolo, porém pequenas e menos evidentes por todo o corpo. Alguns grupos não tinham evidência nenhuma de escudo cefálico. Podiam ter 8 ou 10 bolsas branquiais. |